# Askizskij rajon
L'Askizskji rajon (in russo Аскизский район?), è un municipal'nyj rajon della Repubblica autonoma della Chakassia, in Siberia. Istituito il 30 marzo 1924, occupa una superficie di circa 8.200 chilometri quadrati, ha come capoluogo Askiz e conta circa una popolazione di circa 39.600 abitanti.